# Palomares (ort i Spanien, Kastilien och Leon)
Palomares är en ort i Spanien.   Den ligger i provinsen Provincia de Salamanca och regionen Kastilien och Leon, i den centrala delen av landet, 170 km väster om huvudstaden Madrid. Palomares ligger 1 017 meter över havet och antalet invånare är 215.
Terrängen runt Palomares är huvudsakligen kuperad, men söderut är den bergig.Runt Palomares är det mycket glesbefolkat, med 6 invånare per kvadratkilometer. Närmaste större samhälle är Béjar, 1,9 km väster om Palomares. 